# Metropolis (musical)
Metropolis és un musical basat en la pel·lícula homònima que Fritz Lang realitzà el 1927 i va ser interpretada al Piccadilly Theatre de Londres el 1989. Va ser escrit per Joseph Brooks, amb la col·laboració de Dusty Hughes. Va ser dirigit per Jerome Savary i va ser interpretat per Judy Kuhn (Maria/Futura), Brian Blessed (John Freeman), Graham Bickley (Steven), Jonathan Adams (Warner), Paul Keown (Jeremiah) i Stifyn Parri (George).

## El musical
El musical va ser prou fidel a l'estètica visual i a l'argument de la pel·lícula, si bé hi ha diversos canvis, com el nom dels personatges (Joh Fredersen = John Freeman, Freder Fredersen = Steven, Rotwang = Warner), alguns temes religiosos difereixen, el final també és diferent i el musical se centra més en els nens de Metropolis.
El muntatge no limità recursos, i la posada en escena de Ralph Koltai donà agilitat a la història, amb uns canvis d'escenari ràpids i silenciosos, amb unes naus de treball plenes de tubs i treballadors a ascensors que pujaven i baixaven per l'escenari, o la bombolla en la que es trobava el totpoderós amo de Metropolis amb tota la seva maquinària de control, facilitant la connexió de l'espectador amb l'obra.
Tot i que va tenir una bona acollida per part del públic, no va poder competir amb una cartellera en la qual convivien Phantom of the Opera, Les Miserables, Cats, i Miss Saigon estava a punt d'estrenar-se; no podent enlairar-se i va haver de tancar després de sis mesos de funcions, amb unes pèrdues de 2,5 milions de lliures, repetint-se irònicament el mateix efecte que amb la pel·lícula de Lang.

## Sinopsi
Metròpolis és la invenció de John Freeman. És una ciutat que existeix a un món que ha devorat tots els seus recursos energètics. Metròpolis és un “bonic” experiment però que està condemnat a fallar perquè l'única energia que resta, la força humana, és administrada únicament pel profit dels Elitistes que viuen a les zones superiors. Els Treballadors, que treballen a les màquines per a proveir d'energia essencial per a viure de moment, darrerament són dispensats i reemplaçats per robots que aviat seran perfeccionats al laboratori del Professor Warner.
Entre els treballadors que hi ha sota la ciutat hi ha Maria, qui parla del record d'un món amb Sol, flors, ocells i arbres. Arrisca la seva vida donant lliçons clandestines als nens perquè el record no mori mai i en l'esperança que la llibertat algun dia sigui possible. Les morts accidentals són freqüents i quan Jade, la xicota de George, és mutilada i morta amb una màquina, el moment arriba pels nens per veure el món de sobre.
El fill de John Freeman, Steven, hereu aparent de Metròpolis, sembla que no comparteix la megalomania del seu pare. Té una consciència i el seu pare, previngut contra això, intenta mantenir-lo en la ignorància de les condicions subhumanes dels treballadors a les profunditats. Maria i la seva colla de Nens escapen i per un moment, Maria i Steven es troben. Ell, impressionat per la seva bellesa i innocència, s'enamora. La segueix per les profunditats de l'inframón. Per arreglar la seva vida i estar amb Maria, canvia la seva roba amb les de George, treballador 11811, que irreconexible troba el camí per pujar a Metròpolis amb els Elitistes. Steven segueix Maria i descobreix que és la líder espiritual dels treballadors. La seva jornada, això no obstant, no ha passat desapercebuda per John Freeman i el seu ajudant, Jeremiah, i un pla és dissenyat per eliminar Maria i subjugar als treballadors. Warner ja gairebé ha perfeccionat el seu robot, a qui ha anomenat Futura. Tot el que necessita és una cara. Maria és segrestada i la seva cara és copiada i reconstruïda al robot. Futura, només obedient a John Freeman, és enviada com Maria cap a l'inframón per persuadir als Treballadors per treballar més intensament i aconseguir que els Nens treballin a les màquines per assegurar mantenir la pressió per sobre de 101.11 i sostenir la vida a la superfície.
Warner, com Steven, queda extasiat amb la innocència de Maria i la deixa lliure. Una vegada que això es descobreix, Warner és executat, però Maria és lliure per conduir la gent una vegada més. A l'inframón, Futura intentant matar Steven assassina George que, disfressat encara com Steven ha tornat. Els Treballadors reconeixen que Futura és obra del diable i la llencen al forn. En el moment de la destrucció de Futura, Maria torna. Els Treballadors revoltats, intenten destruir Metròpolis atacant les màquines. Maria i Steven porten als Treballadors a la relativa seguretat del món superior. Sense energia, Metròpolis no pot sobreviure. John Freeman sent que Steven ha estat mort per Futura i que les seves màquines han estat destruïdes. Boig de ràbia i dolor, destrueix la cambra de control de Metròpolis i mora amb Jeremiah a l'explosió.
El futur ara és en mans de Steven, Maria, els Treballadors i els Nens, que emergeixen a la llum mentre que la ciutat, ja no suportada per la seva dura feina, es col·lapsa.

## Números musicals
| Act 1 - 101.11 - Company - Hold Back the Night - Maria, Jade, George, Marco & Companyia - The Machines are Beautiful - Freeman - He's Distant from Me Now - Steven - Elitists' Dance (Instrumental) - Children of Metropolis - Maria - One More Morning - Steven - It's Only Love - Steven - Bring on the Night - Maria - You are the Light - Maria i Companyia - The Sun - George - There's a Girl Down Below - Jeremiah - Futura - Warner, Freeman i companyia | Act 2 - We're the Cream - Elitistes - This is Life - Steven, Jeremiah i Companyia - Futura's Dance - Maria i Companyia - If That Was Love - Steven - Listen to Me - Steven i George - Learning Song - Maria i Children - Old Friends - Warner - When Maria Wakes - Companyia - Futura's Promise - Futura - Haven't You Finished With Me? - Maria i Warner - Let's Watch the World Go to the Devil - Futura i Companyia - One of These Nights - Maria - Requiem - Companyia - Metropolis - Freeman - Finale - Companyia |

## Premis i nominacions

### Producció Original de Londres
| Any     | Premi                  | Categoria                | Nominat   | Resultat |
| ------- | ---------------------- | ------------------------ | --------- | -------- |
| 1989/90 | Premi Laurence Olivier | Millor Actriu de Musical | Judy Kuhn | nominada |